# Миронов, Андрей Евгеньевич
Андре́й Евге́ньевич Миро́нов (род. 17 октября 1974 года, Новокузнецк, Кемеровская область) — российский математик, специалист в области геометрии, интегрируемых систем и математической физики. Член-корреспондент РАН (2016).

## Биография
В 1998 году окончил механико-математический факультет Новосибирского государственного университета (НГУ).
С 1997 года работает в Институте математики им. С. Л. Соболева, где начал карьеру (ещё будучи студентом) с должности лаборанта, был ведущим научным сотрудником лаборатории динамических систем, а в настоящее время является исполняющим обязанности директора.
В 2002 году — защитил кандидатскую диссертацию, тема: «Абелевы многообразия и матричные коммутирующие дифференциальные операторы» (научный руководитель И. А. Тайманов).
В 2011 году защитил докторскую диссертацию, тема: «Коммутирующие дифференциальные операторы и их приложения в дифференциальной геометрии».
В январе 2016 года присвоено почётное учёное звание профессора РАН. В октябре 2016 года избран членом-корреспондентом РАН по Отделению математических наук.
В сентябре 2021 года назначен исполняющим обязанности директора Институт математики имени С. Л. Соболева СО РАН.

## Научная деятельность
Область научных интересов А. Е. Миронова — интегрируемые системы, геометрия, математическая физика. Он автор около 50 публикаций.
Основные научные результаты:
- построены первые примеры коммутирующих обыкновенных дифференциальных и разностных операторов ранга больше 1 в случае спектральных кривых рода больше 1;
- построены алгебро-геометрические решения 2D-иерархии Бюргерса (совместно с П. Г. Гриневичем и С. П. Новиковым);
- найдена конструкция гамильтоново минимальных лагранжевых подмногообразий, в комплексных проективных пространствах, по пересечению вещественных квадрик;
- исследована система квазилинейных уравнений на коэффициенты полиномиального по импульсам первого интеграла геодезического потока, в частности, показано, что эта система является полугамильтоновой (совместно с М. Бялым).

По совместительству преподаёт в НГУ. Подготовил двух кандидатов наук.